# Joe Perry (musicien)
Pour les articles homonymes, voir Joe Perry et Perry.

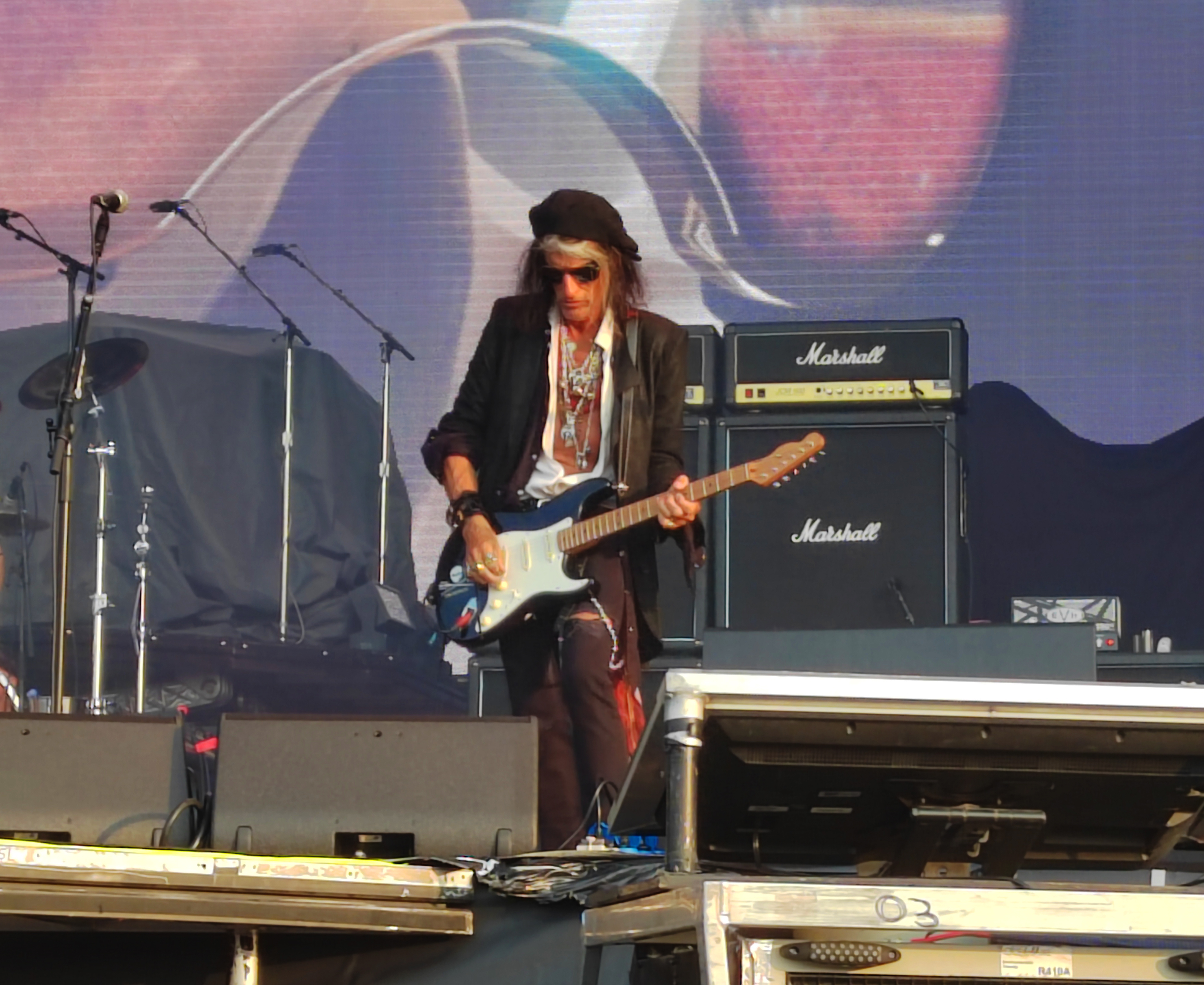
Joe Perry avec Hollywood Vampires au Hellfest 2013

Joe Perry, né Anthony Joseph Pereira le 10 septembre 1950 à Lawrence, Massachusetts, est un guitariste américain. 
Il est connu pour être le guitariste soliste et l'un des fondateurs et des compositeurs principaux du groupe de hard rock Aerosmith, avec lequel il a publié quatorze albums depuis 1973. Il a également poursuivi une carrière avec sa propre formation, The Joe Perry Project, au début des années 1980, et a sorti un album solo en 2005. En 2015, il crée le supergroupe Hollywood Vampires en compagnie d'Alice Cooper et de l'acteur Johnny Depp.
Joe Perry a été classé 48e dans le classement des 100 meilleurs guitaristes du magazine Rolling Stone en 2003 et 83e en 2011. Il est considéré comme un guitar hero pour ses riffs mémorables et son jeu heavy-rock métissé à des rythmiques funky.

## Biographie

### Enfance
Le côté paternel de la famille de Joe Perry est portugais, originaire de Madère. Son grand-père changea son nom de Pereira en Perry une fois arrivé aux États-Unis. Son côté maternel est italien, plus précisément napolitain.
Joe Perry et sa petite sœur, Ann-Marie, grandirent dans la petite ville de Hopedale dans le Massachusetts. Son père y était comptable et sa mère professeur de gym et plus tard instructrice d'aérobic. Elle se retira plus tard en Arizona quand le père de Joe mourut en 1975. Joe Perry entra à l'école préparatoire de l'Académie de Vermont, un internat de 230 étudiants à Saxtons River.

### Débuts de carrière
Joe Perry rejoint Aerosmith lors de sa formation de 1969. Alors peu connu et souvent comparés aux Rolling Stones, le groupe décolle grâce à des albums devenus des classiques du hard rock comme Toys in the Attic en 1975 et Rocks en 1976. Le groupe sort également des singles qui cartonnent à la radio comme "Dream On", "Same Old Song and Dance", "Sweet Emotion" et "Walk This Way".
Pendant cette période, Perry et le chanteur d'Aerosmith Steven Tyler deviennent connus sous le nom des "Toxic twins" (« les jumeaux toxiques »), à cause de leur accoutumance aux drogues.
Après Rocks, le groupe avance tant bien que mal, déchirés par la drogue et les relations tendues entre les membres du groupe. Ils sortent un nouvel album à succès en 1977 "Draw the Line" mais les choses commencent à dégénérer; pendant l'enregistrement de leur album suivant (Night in the Ruts), Perry et Tyler se disputent violemment et Perry quitte le groupe.

### Son projet
À la fin de l'année 1979, Perry a formé son propre groupe, The Joe Perry Project. Leur premier album Let The Music Do The Talking atteint la 47e place des charts, en vendant quelque 250,000 copies au niveau national. Alors que les ventes et les critiques l'estiment, le groupe profite d'une réputation de groupe "live". Il continue malgré le très ignoré I've Got The Rock'N'Rolls Again l'année suivante.
Finalement, le groupe initial ne se solidifie jamais : leurs trois albums studio présentent trois différents chanteurs, et tous les musiciens furent remplacés avant leur dernier album en 1983 Once A Rocker, Always A Rocker. Même une brève période en compagnie du guitariste rythmique d'Aerosmith Brad Whitford ne peut relancer le groupe, qui se retrouve avec un support minimal de leur label en 1984.

### Retour sous les projecteurs
En 1984, le manager Tim Colins chercha à faire revenir Joe Perry avec les autres membres d'Aerosmith. Il fut même invité à rejoindre le groupe, ce qu'il fit – tout comme Brad Whitford. Ainsi reformé, l'Aerosmith originel partit pour une tournée très lucrative.
Perry et Tyler collaborèrent ensuite avec  Run-DMC en remixant leur tube de 1975 Walk This Way. Cette nouvelle version leur ouvre enfin les sommets, desquels ils ne redescendront plus. On dit même que ce remix a sauvé Aerosmith de l'oubli pur et simple.
Après avoir tourné la page de leurs problèmes de drogue à ce moment, Aerosmith continue de collaborer avec différents producteurs et compositeurs de renom et reviennent sur le devant de la scène. Une autre série d'albums à succès (en particulier le triple platine Pump en 1989) et de singles suivent. Perry et Tyler redeviennent proches, écrivent ensemble et jouent comme de vrais amis sur scène.
En 1992, Joe Perry et Steven Tyler font une apparition au concert des Guns N' Roses à l'Hippodrome de Vincennes à Paris : ils y interprètent Mama Kin (à noter que Guns N' Roses avait enregistré une reprise de cette chanson en 1986) et Train Kept A-Rollin' avec le groupe devant 60 000 personnes.
En 1998, Perry aide le groupe à composer son premier single I Don't Want to Miss a Thing, avec le compositeur Diane Warren. Il apparait sur la bande originale du film Armageddon.
En 2008, il enregistre la chanson Seconds du groupe rock U2 disponible sur l'album In The Name Of Love : Africa Celebrates U2, sorti en avril 2008.
En 2011, alors qu'Aerosmith doit se réunir pour enregistrer son 15e album, Steven Tyler, leader du groupe, déclare ainsi dans Rolling Stone magazine que le guitariste du groupe demeure introuvable.
En 2015, il forme un groupe « The Hollywood Vampires » avec notamment le chanteur Alice Cooper et Johnny Depp.
En 2016, il participe au titre Bad Man du rappeur cubano-américain Pitbull.

## Son studio d'enregistrement
Chez lui, Joe Perry possèderait son propre studio d'enregistrement, nommé "The Boneyard" à l'instar de Eddie Van Halen avec le 5150.
L'album Just Push Play de 2001, aurait même été entièrement enregistré et réarrangé chez Joe.

## Discographie

### Albums solo
- Joe Perry (2005)
- Have Guitar, Will Travel (2009)
- Joe Perry's Merry Christmas (2014)
- Sweetzerland Manifesto (2018)

### Joe Perry Project
- Let The Music Do The Talking (1980)
- I've Got The Rock'N'Rolls Again (1981)
- Once A Rocker, Always A Rocker (1983)

### Hollywood Vampires
- Hollywood Vampires (2015)
- Rise (2019)

### Aerosmith
- 1973 : Aerosmith
- 1974 : Get Your Wings
- 1975 : Toys in the Attic
- 1976 : Rocks
- 1977 : Draw the Line
- 1979 : Night in the Ruts
- 1985 : Done with Mirrors
- 1987 : Permanent Vacation
- 1989 : Pump
- 1993 : Get a Grip
- 1997 : Nine Lives
- 2001 : Just Push Play
- 2004 : Honkin' on Bobo
- 2012 : Music from Another Dimension!